# Hora
Hora, monotipski rod rakova jednakonožaca. Terestrijalna vrsta iz Južnoafričke Republike.